# Starfish Prime

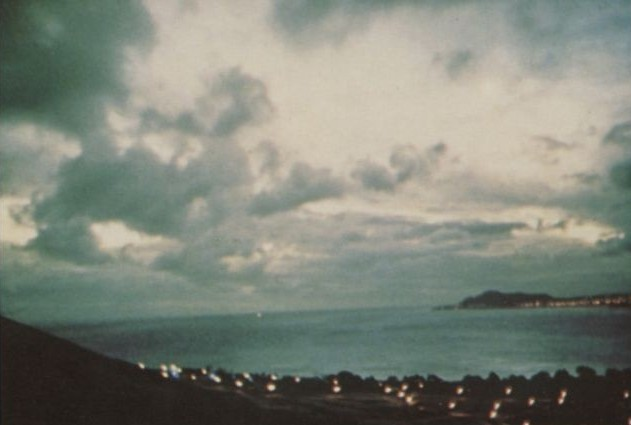
Зарево, наблюдаемое из Гонолулу

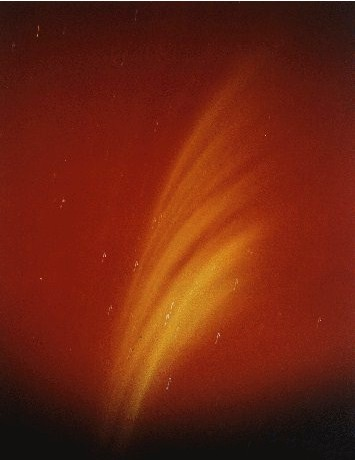
Зарево, наблюдаемое с разведывательного самолёта

Starfish Prime — один из проектов США по изучению воздействия ядерного взрыва в условиях космического пространства, являлся частью большой серии из 36 ядерных испытаний произведённых в рамках проекта Доминик с 25 апреля по 4 ноября 1962 года.
Первоначальное испытание под названием Starfish было назначено на 20 июня 1962 года. Через минуту после запуска возникшая в ракетном двигателе неисправность привела к потере ракеты и ядерного устройства. Обломки ракеты и радиоактивный мусор упали на атолл Джонстон и привели к радиационному заражению местности.
Вторая попытка провести эти испытания была предпринята 9 июля 1962 года, она завершилась успешно.
Запущенная с помощью ракеты «Тор» ядерная боеголовка с зарядом W49 мощностью 1,44 мегатонны была приведена в действие на высоте 400 километров над атоллом Джонстон в Тихом океане.
Практически полное отсутствие воздуха на высоте 400 км воспрепятствовало образованию привычного ядерного гриба. Однако при высотном ядерном взрыве наблюдались другие интересные эффекты.
На Гавайях на расстоянии 1500 километров от эпицентра взрыва под воздействием электромагнитного импульса вышли из строя три сотни уличных фонарей, телевизоры, радиоприёмники и другая электроника. В небе в этом регионе более семи минут можно было наблюдать зарево. Его наблюдали и засняли на плёнку с островов Самоа, расположенных в 3200 километрах от эпицентра.
Взрыв повлиял и на космические аппараты. Три спутника (к ним относились TRAAC и Transit 4B), были сразу выведены из строя электромагнитным импульсом. Заряженные частицы, появившиеся в результате взрыва, были захвачены магнитосферой Земли, в результате чего их концентрация в радиационном поясе Земли увеличилась на 2—3 порядка. Воздействие радиационного пояса привело к очень быстрой деградации солнечных батарей и электроники ещё у семи спутников. В общей сложности взрыв вывел из строя треть космических аппаратов, находившихся на низких орбитах в момент взрыва.